# Kẻ đi xe không trả tiền
Kẻ đi xe không trả tiền (có gốc từ khái niệm free-rider trong tiếng Anh) hay là kẻ hưởng thụ miễn phí, trong kinh tế học, chỉ những người thụ hưởng các lợi ích từ hàng hóa công cộng mà không chịu tham gia gánh những chi phí cần thiết để các hàng hóa đó được cung cấp, hoặc chịu gánh những chi phí nhưng ít hơn so với lợi ích mà họ được hưởng.
Đây là những kẻ ngồi không hưởng lợi, thích thụ hưởng mà không có trách nhiệm với cộng đồng và cũng là vấn đề thảm họa của mọi nền kinh tế và là một thất bại của thị trường.

## Nguyên nhân
Có ba nhân tố kết hợp với nhau làm nảy sinh tình trạng có kẻ đi xe không trả tiền. Thứ nhất, hàng hóa công cộng có tính chất không thể loại trừ, nghĩa là không thể ngăn ai đó không sử dụng hàng hóa chung này một khi nó được cung cấp. Thứ hai, với giả định rằng một người tiêu dùng là con người kinh tế điển hình, người ta sẽ luôn có ý thức tối thiểu hóa chi tiêu cho một mức độ thỏa dụng xác định trước. Điều đó có nghĩa là nếu có thể không trả tiền, thì không nên trả. Và thứ ba, người ta có thể có ý nghĩ rằng khi mọi người khác gánh vác chi phí, mình không gánh thì vẫn có hàng hóa công cộng mà tiêu dùng (chiến lược Nash trong lý thuyết trò chơi). Hàng hóa công cộng nào có tính chất không thể bài trừ càng rõ, nhất là những hàng hóa công cộng thuần túy, thì tình trạng này càng nghiêm trọng.
Thói quen sử dụng tài nguyên trên internet miễn phí và khả năng tìm kiếm dễ dàng trên mạng toàn cầu, cũng dẫn đến việc nhiều người thích tìm thông tin, nhạc, phim, phần mềm, dữ liệu mà không muốn trả tiền, đôi khi tiếp tay cho việc vi phạm bản quyền và gây thiệt hại cho người thực hiện và phát triển.

## Hậu quả
Tình trạng kẻ đi xe không trả tiền có thể dẫn tới hai hậu quả sau.

### Cung cấp không đủ
Lượng cung hàng hóa công cộng sẽ trở nên thấp hơn mức cần thiết, thậm chí bằng không (không cung cấp). Kết quả là mọi người đều bị thiệt. Cái này trong kinh tế học gọi là thiếu hiệu suất Pareto.
Ví dụ, một làng có kế hoạch xây dựng một con đường và kêu gọi dân cư góp tiền để thực hiện kế hoạch. Đường nếu được làm rồi khó mà ngăn ai đó không được sử dụng. Và nếu không có biện pháp nào để buộc mọi người đóng góp đủ mức, tất sẽ có người đóng góp ít, thậm chí có người không chịu đóng góp. Những người này chính là những "kẻ đi xe không trả tiền". Nếu không huy động đủ tiền theo dự toán ngân sách thực hiện kế hoạch, con đường làng có thể sẽ không được làm ra hoặc làm với chất lượng thấp, độ dài và bề rộng không đủ mức cần thiết.

### Bi kịch của mảnh đất công
Hiện tượng "bi kịch của mảnh đất công", nghĩa là cá nhân đua nhau khai thác quá mức tài sản chung. Kết quả là tài sản chung bị mất mát đáng kể, rốt cục gây thiệt hại cho tất cả mọi người.
Ví dụ, một cơ quan phải mua điện để hoạt động. Nếu cơ quan này không quản lý sử dụng điện năng tốt, nhân viên sẽ có xu hướng tiêu dùng điện quá mức (chẳng hạn dùng điều hòa nhiệt độ ngay cả khi không cần thiết, thậm chí tan việc về nhà mà không tắt máy; hay chẳng hạn khi có việc ra khỏi phòng làm việc mà ngại tắt đèn). Tồi tệ hơn nữa, người ta có xu hướng theo nhau không tiết kiệm điện, vì người tiết kiệm hơn là người được nhận lợi ích ròng ít hơn. Hậu quả là cơ quan sẽ có chi phí hoạt động rất lớn bởi tiền điện. Về lâu dài, cơ quan sẽ phải giảm chi phí, có thể bằng cách cắt giảm tiền thưởng hoặc bằng cách hạn chế tiêu dùng điện năng của nhân viên một cách khắt khe.